# Sitsj-schutters

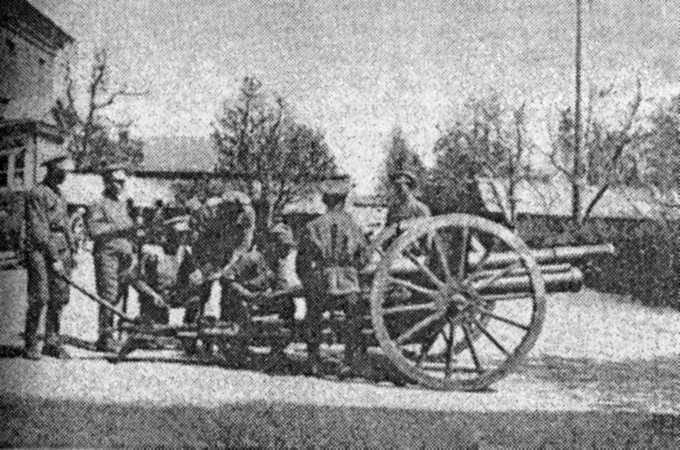
Sitsj Schutters tijdens de Oekraïense Onafhankelijkheidsoorlog

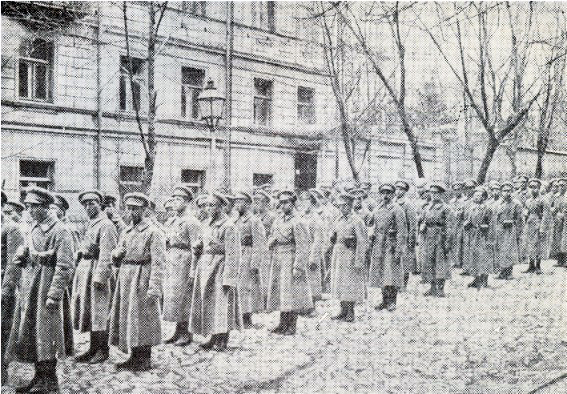
Het eerste detachement van Sitsj Schutters na de onderdrukking van de Kiev Arsenaal-januariopstand in januari 1918.

De Sitsj-schutters van de Halytsj- en Boekovina-koerin (Oekraïens: Січові Cтрільці з Галичини та Буковини) waren een van de eerste reguliere militaire eenheden van het Oekraïense Volksleger. De eenheid opereerde van 1917 tot 1919 en werd gevormd door Oekraïense soldaten van het Oostenrijks-Hongaars leger, de lokale bevolking en voormalige commandanten van de Oekraïense Sitsj-schutters uit Oostenrijk-Hongarije.
De eerste koerin werd gevormd in Kiev op 13 november 1917. Onder bevel van kolonel Jevhen Konovalets met zijn stafchef Andrij Melnyk, hadden de Sitsj-schutters tot 25.000 man op hun hoogtepunt, waaronder artillerie-, cavalerie-, verkennings- en machinegeweereenheden. De Sitsj-schutters verdedigden de regering van de UNR tegen de bolsjewistische opstand in de hoofdstad en later tegen de reguliere Rode Leger troepen die in 1918 Oekraïne binnentrokken. Toen Kiev in maart 1918 werd heroverd, bewaakten de Oekraïense Sitsj-schutters de overheidsgebouwen in de hoofdstad en handhaafden ze de orde in de stad. De eenheid werd later uitgebreid met twee infanteriedetachementen, een cavalerie-eenheid en een artilleriebatterij. Toen het Hetmanaat van Pavlo Skoropadsky werd opgericht, weigerden de Sitsj-schutters hem te dienen. Ze werden ontwapend door de Duitse troepen die de hetman steunden.
Soldaten van de eenheid voegden zich bij andere troepen, met name het 2e Zaporozje-Regiment van Petro Bolbotsjan, en probeerden de eenheid onder het nieuwe commando te herstellen. In augustus 1918 stond Skoropadsky uiteindelijk een gedeeltelijke heroprichting van de eenheid in Bila Tserkva toe. De nieuwe eenheid bestond uit 1.200 man en was verdeeld in een infanterieregiment, een artilleriebatterij en een technische eenheid. In Bila Tserkva leidden de Sitsj-schutters de opstand tegen hetman Skoropadsky en de gelederen van de eenheid namen in november 1918 toe tot 11.000. Later voegden de twee andere divisies van Dnipro en de Zwarte Zee zich bij de eenheid. In november 1918 groeide de eenheid met nieuwe rekruten tot 25.000 man. Het speelde een cruciale rol bij de oprichting van het Directoriaat van Oekraïne onder Symon Petljoera. In december veroverde de eenheid Kiev, waarna ze werd verdeeld in kleinere eenheden.
Verschillende detachementen van de eenheid vochten tegen de oprukkende bolsjewistische legers in Oekraïne. Samen met het Directoriaat vluchtten de Sitsj-schutters uit Kiev toen deze stad werd heroverd door de bolsjewieken. De Schutters vochten ook op verschillende fronten tegen de troepen van de Witten van generaal Anton Denikin. In 1919 leed de eenheid zware verliezen in de strijd en later door tyfus.
Op 6 december 1919 werd de eenheid uiteindelijk gedemobiliseerd. Sommige voormalige soldaten werden geïnterneerd door de Poolse strijdkrachten, anderen bleven vechten in andere kleinere detachementen in Oekraïne.